# Liste der Wappen im Landkreis Heidenheim
Diese Liste beinhaltet alle in der Wikipedia gelisteten Wappen des Landkreises Heidenheim in Baden-Württemberg, inklusive historischer Wappen. Fast alle Städte, Gemeinden und Kreise in Baden-Württemberg führen ein Wappen. Sie sind über die Navigationsleiste am Ende der Seite erreichbar.

## Landkreis Heidenheim

Wappen des Landkreises Heidenheim[1]
Der Landkreis Heidenheim in Baden-Württemberg

## Städtewappen im Landkreis Heidenheim

Giengen an der Brenz[2]
Heidenheim an der Brenz[3]
Herbrechtingen[4]
Niederstotzingen[5]

## Gemeindewappen im Landkreis Heidenheim

Dischingen[6]
Gerstetten[7]
Hermaringen[8]
Königsbronn[9]
Nattheim[10]
Sontheim an der Brenz[11]
Steinheim am Albuch[12]

## Ehemalige Gemeindewappen

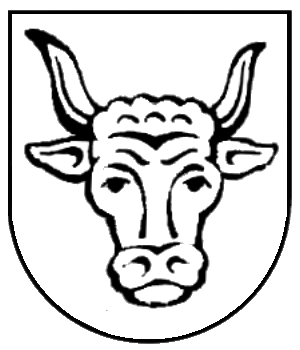
Auernheim (bis 1971)
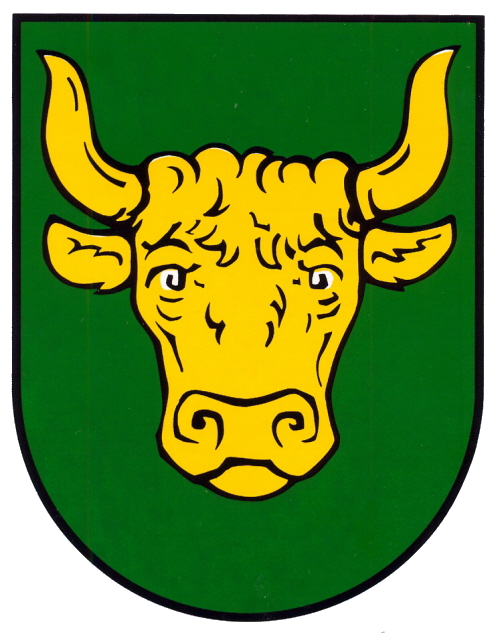
Auernheim (ab 1971)
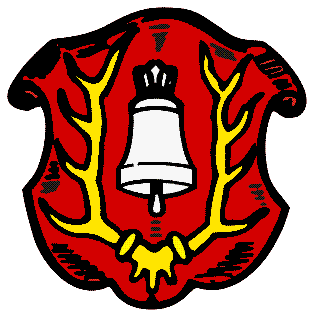
Ballmertshofen
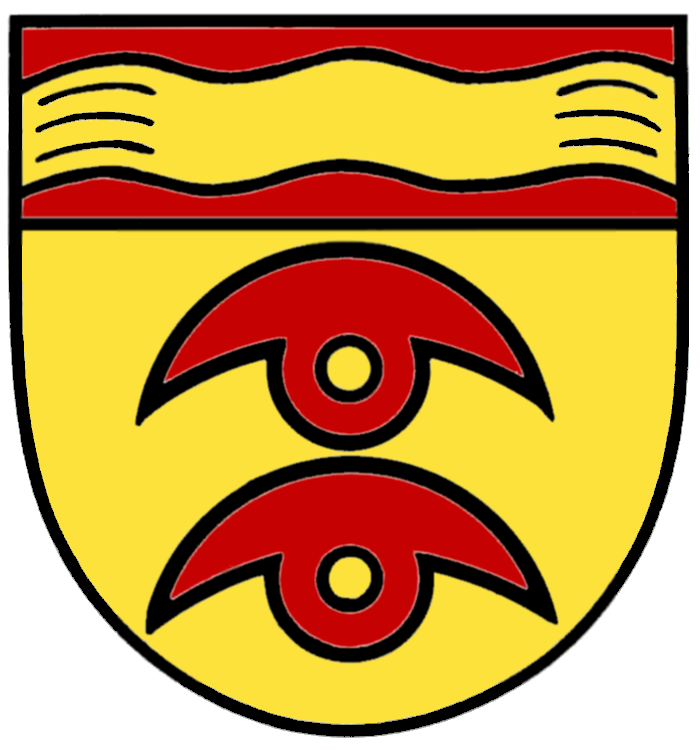
Bergenweiler
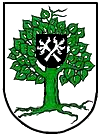
Bissingen ob Lontal
Bolheim[18]
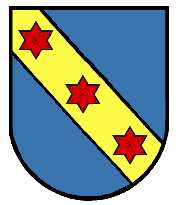
Brenz
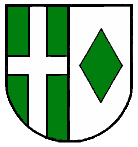
Burgberg
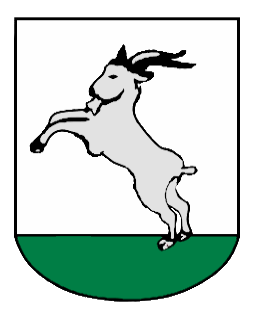
Demmingen
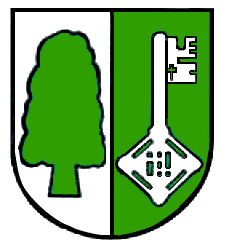
Dettingen am Albuch
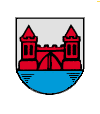
Dunstelkingen
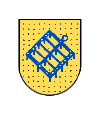
Eglingen
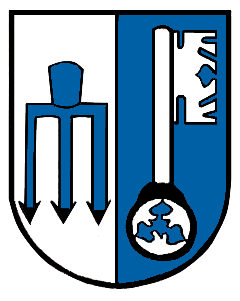
Fleinheim
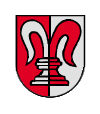
Frickingen
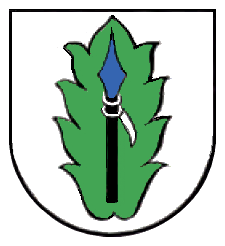
Gerstetten
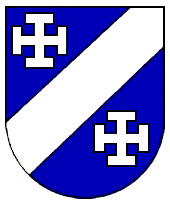
Großkuchen
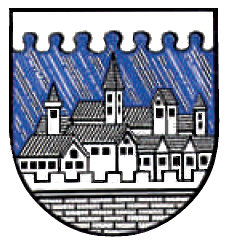
Gussenstadt
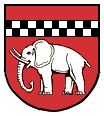
Hausen ob Lontal
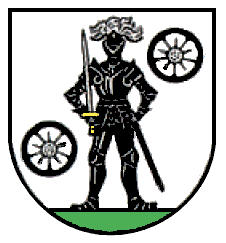
Heldenfingen
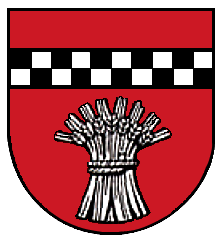
Heuchlingen
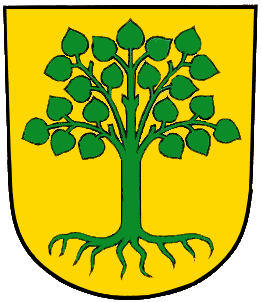
Hohenmemmingen
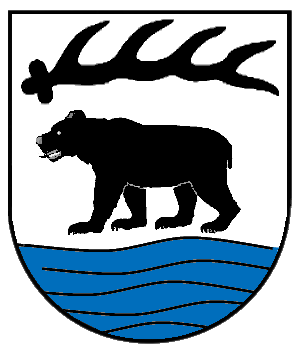
Hürben
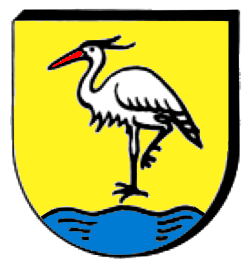
Itzelberg
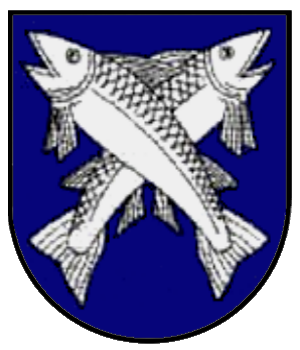
Mergelstetten
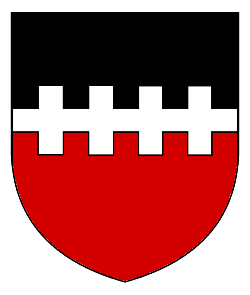
Oberstotzingen
Ochsenberg[38]
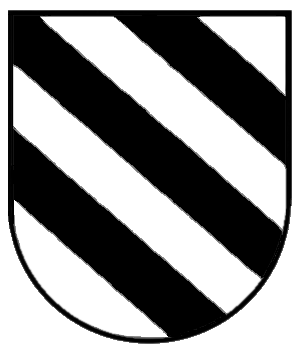
Oggenhausen
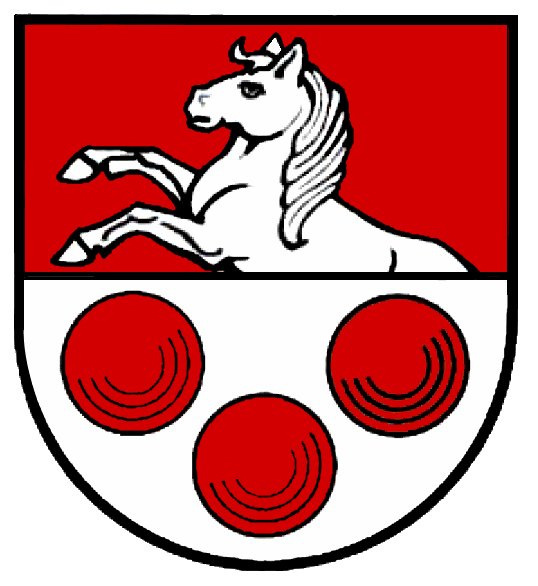
Sachsenhausen
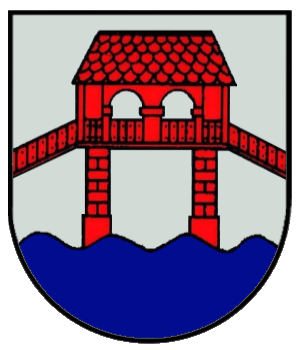
Schnaitheim
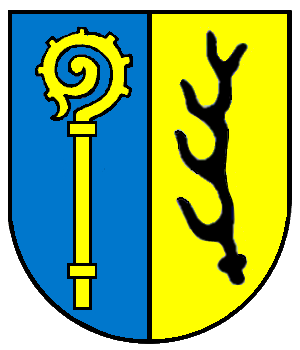
Söhnstetten
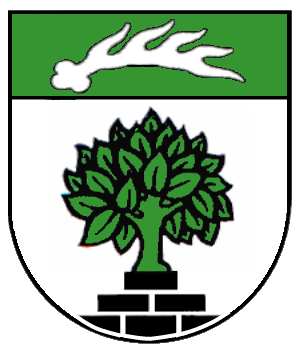
Steinheim am Albuch
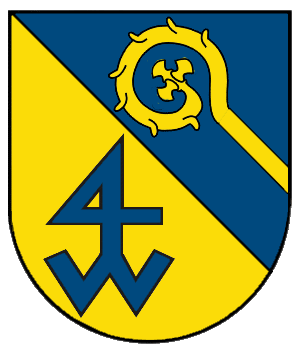
Steinweiler (Nattheim)
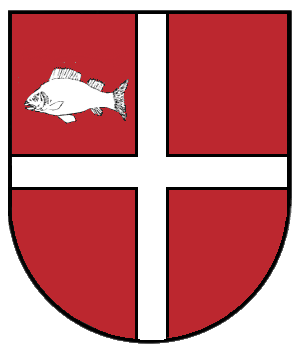
Stetten ob Lontal
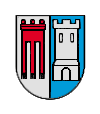
Trugenhofen
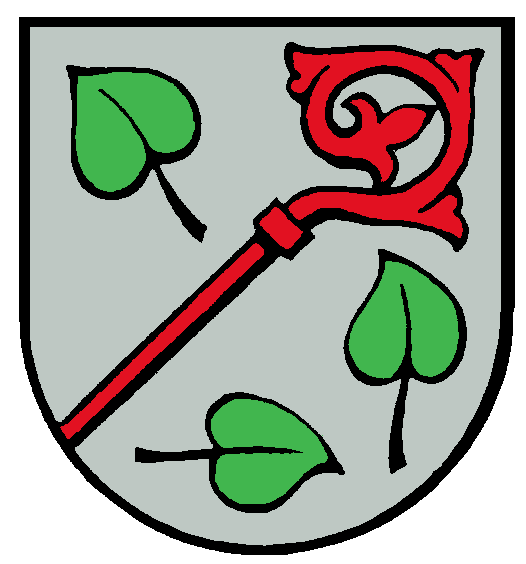
Zang

## Blasonierungen
1. ↑  Landkreis Heidenheim: In gespaltenem Schild vorne in Gold ein roter Balken, hinten in Schwarz ein goldener Zinnenturm.
2. ↑  Giengen an der Brenz: In Blau ein aufgerichtetes goldenes Einhorn.
3. ↑  Heidenheim an der Brenz: In Gold ein bärtiger Heidenkopf mit rotem Gewand, blauem Kragen und rotem Heidenhut mit blauer Krempe.
4. ↑  Herbrechtingen: Schräglinks Rot über Silber durch einen rotsilbern geschachten, schwarzbordierten Balken geteilt, begleitet von je einer alemannischen Zierscheibe (nach Art eines achtspeichigen Rades) in verwechselten Farben.
5. ↑  Niederstotzingen: In Grün ein silberner Trink-Stotzen mit linksgekehrter silberner Halteschleife.
6. ↑  Dischingen: In gespaltenem Schild vorne in Rot ein pfahlweise gestellter zum Spalt gekehrter goldener Schlüssel, hinten in Gold drei liegende, mit der Spitze zum Spalt, mit der Schneide abwärts gekehrte rote Messer.
7. ↑  Gerstetten: In Silber über einem grünen Dreiberg ein nach oben fliegender roter Bussard.
8. ↑  Hermaringen: In silbernem Schild auf grünem Boden eine grüne Linde, darüber in grünem Schildhaupt drei silberne sechsstrahlige Sterne.
9. ↑  Königsbronn: In Schwarz ein goldener Schalenbrunnen, von dessen in einer goldenen Kleeblattkrone endender Mittelsäule beiderseits je ein goldenes Rohr mit silbernem Wasserstrahl hervorgeht.
10. ↑  Nattheim: In Grün eine eingebogene silberne Spitze mit einem achtspeichigen grünen Rad, begleitet vorne von einem silbernen Bergmannshammer (Spitze innen), hinten von einer silbernen Garnspule, von der oben eine silberne Garnschleife ausgeht.
11. ↑  Sontheim an der Brenz: In Silber zwei schräggekreuzte, aufwärts gerichtete rote Adlerfänge.
12. ↑  Steinheim am Albuch: In Silber auf sechs (1:2:3) aus dem Unterrand wachsenden silbern gefugten schwarzen Steinen eine grüne Buche, rechts oben eine schräglinke schwarze Hirschstange, links oben ein schrägrechter schwarzer Abtsstab.
13. ↑  Auernheim (1957–1971): In Silber ein schwarzer Auerochsenkopf.
14. ↑  Auernheim (ab 1971): In Grün ein goldener Auerochsenkopf.
15. ↑  Ballmertshofen: In Rot zwischen goldenem Gehörn eine silberne Glocke.
16. ↑  Bergenweiler: Unter rotem, mit einem goldenen Wellenbalken belegten Schildhaupt in Gold zwei rote Wolfsangeln.
17. ↑  Bissingen ob Lontal: In Silber eine bewurzelte grüne Linde, im Herzschild in Schwarz zwei gekreuzte silberne Adlerklauen.
18. ↑  Bolheim: Auf schwarzem Berg eine rote, schwarz gedeckte, mit silbernen Fenstern und Türen versehene Kirche in silbernem Feld, darüber in rotem Schildhaupt ein schwarz-silbern geschachter liegender Balken.
19. ↑  Brenz: In Blau ein goldener Schrägbalken, belegt mit drei sechsstrahligen roten Sternen.
20. ↑  Burgberg: In gespaltenem Schild vorne in Grün ein weißes (silbernes) Kreuz, hinten in Weiß (Silber) eine aufrechte grüne Raute.
21. ↑  Demmingen: In Silber auf grünem Boden ein steigender schwarzer Steinbock.
22. ↑  Dettingen am Albuch: In gespaltenem Schild vorne in Silber eine grüne Linde, hinten in Grün ein mit dem Bart nach oben und (heraldisch) links gekehrter silberner Schlüssel.
23. ↑  Dunstelkingen: In Silber auf blauem Schildfuß eine rote Burg mit zwei Seitentürmen und geschlossenem Tor.
24. ↑  Eglingen: In Gold eine schräglinks gestellte blaue Egge mit dem Griff oben links.
25. ↑  Fleinheim: In gespaltenem Schild vorne in Silber ein blauer Dreizack, hinten in Blau ein silberner Schlüssel.
26. ↑  Frickingen: In von Rot und Silber gespaltenem Schild eine Schachfigur (Rochen) in verwechselten Farben.
27. ↑  Gerstetten (alt): In silbernem Schild ein pfahlweise gestelltes neunendiges grünes Baumblatt, belegt mit einer schwarzgeschafteten Gerspitze mit silbernem Schaftring und eisenfarbenem Stichblatt.
28. ↑  Großkuchen: In blauem Feld ein silberner Schräglinksbalken, die blauen Felder belegt mit je einem silbernen Krückenkreuz.
29. ↑  Gussenstadt: In blauem Feld über silberner Zinnenmauer eine silberne Stadt mit Türmen, auf die aus einem silbernen Wolkenschnitt am Oberrand ein silberner Regenguss herabfällt.
30. ↑  Hausen ob Lontal: In Rot unter einem doppelreihig von Schwarz und Silber geschachten Balken ein stehender silberner Elefant.
31. ↑  Heldenfingen: In Silber auf grünem Boden ein schwarz geharnischter Krieger, in der Rechten ein erhobenes schwarzes Schwert, beiderseits begleitet von je einer fünfblättrigen schwarzumrandeten silbernen Rose.
32. ↑  Heuchlingen: In Rot unter einem doppelreihig von Schwarz und Silber geschachten Balken eine silberne Garbe.
33. ↑  Hohenmemmingen: In Gold eine bewurzelte grüne Linde.
34. ↑  Hürben: In Silber über blauem Wellenschildfuß ein schreitender schwarzer Bär, darüber eine liegende schwarze Hirschstange.
35. ↑  Itzelberg: Über blauem Wellenschildfuß in Gold ein natürlicher Fischreiher.
36. ↑  Mergelstetten: In Blau zwei schräggekreuzte silberne Fische.
37. ↑  Oberstotzingen: Schwarz über Rot, geteilt durch einen silbernen Gegenzinnenbalken.
38. ↑  Ochsenberg: In silbernem, schwarz bordiertem Schild, ein roter Ochsenkopf mit silbernen Nüstern und Augen, sowie schwarzen Hörnern.
39. ↑  Oggenhausen: In Silber drei schwarze Schrägbalken.
40. ↑  Sachsenhausen: In geteiltem Schild oben in Rot ein wachsendes silbernes Ross, unten in Silber drei rote Kugeln.
41. ↑  Schnaitheim: In Silber auf blauem Wellenschildfuß eine gedeckte rote Brücke auf zwei Pfeilern.
42. ↑  Söhnstetten: In gespaltenem Schild vorne in Blau ein goldener Abtsstab, hinten in Gold eine aufgerichtete schwarze Hirschstange.
43. ↑  Steinheim am Albuch (alt): Unter grünem, mit einer silbernen Hirschstange belegten Schildhaupt in Silber auf schwarzen silber gefugten Steinen eine grüne Weidebuche.
44. ↑  Steinweiler (Nattheim) Schrägrechts blau-gelb geteiltes Schild; im gelben Feld ein blaues Steinmetzzeichen, das blaue Feld belegt mit einem gelben Abtsstab.
45. ↑  Stetten ob Lontal: In Rot ein durchgehendes silbernes Kreuz, oben rechts ein schwimmender silberner Fisch.
46. ↑  Trugenhofen: In gespaltenem Schild vorne in Silber eine rote dreilätzige Kirchenfahne, hinten in Blau ein silberner Zinnenturm.
47. ↑  Zang: In Silber ein schräglinker mit der Krümme nach oben gekehrter roter Abtsstab, begleitet oben von einem, unten von zwei grünen Lindenblättern.